# Bassam Al-Rawi
Bassam Hisham Ali Al-Rawi (em árabe: بسام هشام الراوي; Bagdá, 16 de dezembro de 1997) é um futebolista nascido no Iraque e naturalizado catari que atua como zagueiro. Atualmente joga pelo Al-Duhail e pela Seleção Catari de Futebol.

## Carreira

### Taça Asiática da AFC de 2019
Foi incluído na equipe do Catar para a Copa Asiática da Ásia de 2019, nos Emirados Árabes Unidos. Al-Rawi fez seu primeiro gol internacional em 9 de janeiro de 2019, na Copa Asiática de 2019, contra o Líbano. No mesmo torneio em 22 de janeiro de 2019, ele marcou seu segundo gol internacional e o gol da vitória do Catar contra seu país de origem, o Iraque, que ajudou sua equipe a chegar às quartas-de-final da competição. Muitos torcedores iraquianos ficaram furiosos e desrespeitados quando Al Rawi, que é descendente de iraquianos, comemorou seu gol contra o Iraque. Al-Rawi é filho do ex-jogador de futebol internacional iraquiano Hisham Ali Al-Rawi, que atuou no cenário internacional nos anos 90.

## Títulos
Al-Duhail
- Liga dos Campeões do Qatar : 2017–18
- Copa do Emir do Catar : 2018, 2019
- Taça do Qatar : 2018

Seleção Catari
- Copa da Ásia: 2023